# Liporrhopalum rutherfordi
Liporrhopalum rutherfordi är en stekelart som beskrevs av James Waterston 1920. Liporrhopalum rutherfordi ingår i släktet Liporrhopalum och familjen fikonsteklar. Inga underarter finns listade i Catalogue of Life.